# Samuel de Lange sr.
Samuel de Lange sr. (Rotterdam, 9 juni 1811 – aldaar 15 mei 1884) was een Nederlands organist en componist. Hij speelde een belangrijke rol in het 19e-eeuwse Rotterdamse muziekleven.
Hij was zoon van Samuel de Lange en Alida Berges wonende aan de Wasbleeklaan. Hijzelf huwde in 1838 Johanna Molijn en na haar overlijden met Jacoba Molijn. Drie zonen Daniël de Lange, Samuel de Lange jr. en Wilhelm Charles gingen ook in de muziekwereld werken. Hij werd door koning Willem III der Nederlanden benoemd tot ridder in de Orde van de Eikenkroon. Hij werd begraven op Algemene Begraafplaats Crooswijk.
Hij bekwaamde zich bij J. Reichner in het vak van orgelbouwer, maar wendde zich tot orgel- en pianospel. Tot zijn leraren behoorden H.F. Pruys (organist van de Lutherse kerk, orgel), Johannes Bernardus Bremer (organist Waalse kerk, orgel en piano), Wilhelm Carl Mühlenfeldt (piano) en Carl Friedrich Hommert (muziektheorie). Hij was organist in diverse Rotterdamse kerken, zoals hulporganist in de Lutherse kerk (1827) en organist in de Waalse kerk in de Hoogstraat (1833). Vanaf 1833 was hij muziekdocent in de meisjesklas van de Maatschappij tot Bevordering der Toonkunstschool in zijn geboorteplaats. In 1854 schoof hij als organist door naar de Zuiderkerk. Daarna volgde in 1864 de aanstelling tot organist van de Laurenskerk in Rotterdam, een functie die hij tot zijn dood bekleedde. Vanaf 1830 combineerde hij die functies met die van klokkenist, waarbij hij ook het klokkenspel van het Stadhuis bediende.
Vanaf 1840 was hij met Jan Rijken en Georg Rijken bovendien betrokken bij de pianohandel firma Rijken & De Lange, waarbij De Lange onder meer voor het startkapitaal en de huisvesting zorgde.
Als pianist en kamermusicus trad hij geregeld op voor de vereniging "Eruditio Musica", soms ook samen met zijn twee zonen Daniël en Samuel. Hij bracht hen reeds op jonge leeftijd de beginselen van het muziekonderwijs bij, onder andere door de eerste 8 maten van de Toccata van Bach in hun kinderkamer op te hangen.
Als componist schreef Samuel de Lange sr. vooral orgel- en pianowerken, waarin invloeden van Felix Mendelssohn Bartholdy waar te nemen zijn. Een aantal is ook in het compact disc-tijdperk verkrijgbaar.
- vier orgelsonates (beschikbaar op cd)
- twee nocturnes voor piano (beschikbaar op cd)
- drie walsen voor piano
- acht liederen voor vrouwenkoor met pianobegeleiding
- Introductie en variatie op het volksliedje Wien Neerlands bloed (beschikbaar op cd)
- Adagio voor orgel en viool
- Elegie voor orgel en viool
- Twaalf eenstemmige kinderliederen met pianobegelieding

Hij schreef ook transcripties voor orgel van werken van Ludwig van Beethoven en Robert Schumann
- Bibliothèque nationale de France: cb138963212 (data)
- Biografisch Portaal: 39258795
- Digitale Bibliotheek voor de Nederlandse Letteren: lang061
- Gemeinsame Normdatei: 134807065
- International Standard Name Identifier: 0000 0001 0950 4895
- Library of Congress Control Number: n82036505
- MusicBrainz: 31b77260-0242-4d69-ba08-1e3ab1f1c3ea
- Nationale Bibliotheek van Tsjechië: mzk2011620698
- Nederlandse Thesaurus van Auteursnamen: 096885874
- Virtual International Authority File: 5118077
- WorldCat: E39PBJvH8Q4rXF4YGBxG9FTrbd